# آیفون اس‌ای (نسل اول)
آیفون اِس‌ای (لاتین iPhone SE)، یک تلفن هوشمند ساخت شرکت اپل از سری آیفون است که به تاریخ ۲۱ مارس ۲۰۱۶ و در کنفرانس اپل معرفی شد. این گوشی در واقع مشخصات آیفون ۵اس را به اضافه برخی امکانات دیگر همچون پردازنده قوی‌تر، دوربین بهتر و برخی ویژگی‌های آیفون ۶اس را با قیمتی کم‌تر در اختیار مشتریان قرار می‌دهد. این گوشی که صفحه آن ۴ اینچی است، ظاهر آیفون ۵اس را دارا می باشد برخی آن را با ۵ اس اشتباه می گیرند،این گوشی بعد از مدل ۵ اس محبوب ترین گوشی در ایران است و قیمتی بالغ بر۲ میلیون تا ۶ میلیون تومان دارد
این آیفون در رنگ‌های نقره‌ای، خاکستری فضایی، طلایی و صورتی و با میزان حافظه ۱۶ گیگابایتی (۳۹۹ دلار آمریکا) و ۶۴ گیگابایتی (۴۹۹ دلار آمریکا) به بازار عرضه می‌شود.
این گوشی هوشمند شباهت ظاهری بسیاری به آیفون ۵اس دارد با این تفاوت که بخش عمده‌ای از سخت‌افزار مورد استفاده در این گوشی هوشمند در مقایسه با آیفون ۵اس بروزرسانی شده‌اند. برای مثال می‌توان به حافظۀ رم دو گیگابایتی در کنار تراشۀ A9 و پردازندۀ کمکی M9 اشاره کرد. البته در این بین نباید دوربین ۱۲ مگاپیکسلی به کار رفته را از یاد برد که از آیفون ۶اس به عاریه گرفته شده است. این دوربین قادر است علاوه بر ثبت تصاویر ویدئویی با رزولوشن 4K، تصاویر موسوم به Live Photos و ویدیوهای اسلوموشن را نیز در اختیار کاربران قرار دهد.
البته این گوشی تمام قابلیت‌ها و ماژول‌های سخت‌افزاری آیفون ۶اس را به همراه ندارد که مهم‌ترین آن‌ها شامل قابلیت 3D Touch در کنار سنسور اثر انگشت مورد استفاده در این گوشی هوشمند است.
یکی از ویژگی‌های خوب آیفون ۶اس بهره‌گیری از یک سنسور اثر انگشت بسیار سریع در این گوشی بود که در آیفون اس‌ای شاهد استفاده از این سنسور اثر انگشت سریع نیستیم.
BGR در توئیتی اعلام کرده که سخنگوی اپل، Phil Schiller مدعی شده حرف «اس‌ای» در آیفون اس‌ای به Special Edition باز می‌گردد و در واقع مخفف آن است.
آیفون اس‌ای با نمایشگر ۴ اینچی و تراشهٔ A9 این کمپانی روانهٔ بازار شد. این تراشه از وجود پردازندهٔ کمکی M9 نیز بهره می‌برد. این گوشی هوشمند از وجود سنسور دوربین ۱۲ مگاپیکسلی موجود در آیفون ۶ اس بهره می‌برد. همچنین باید به فلاش دو رنگ در پشت گوشی نیز اشاره کرد. این دوربین علاوه بر امکان ثبت تصاویر موسوم به Live Photo قادر است تا تصاویر پانوراما را نیز با رزولوشن ۶۳ مگاپیکسل ثبت کند. پردازندهٔ تصویر مورد استفاده در آیفون اس‌ای جدید است. همچنین باید به قابلیت ثبت تصاویر ویدئویی با رزولوشن 4K نیز اشاره کرد. ثبت ویدیوهای اسلوموشن در آیفون اس‌ای با نرخ ۲۴۰ فریم بر ثانیه امکان پذیر است.
این گوشی هوشمند از شبکه‌های مخابراتی LTE پشتیبانی می‌کند. نرخ انتقال اطلاعات در شبکه‌های LTE توسط این گوشی بیش از ۱۵۰ مگابیت در هر ثانیه است که از این‌رو از نظر ارتباطی این گوشی را در مقایسه با آیفون ۵ اس بیش از ۵۰ درصد سریع‌تر می‌کند.
به گفتهٔ اپل آیفون اس‌ای که از وجود فناوری 3D Touch بهره می برد، روانهٔ بازار شده است. اما با این حساب این گوشی نسبت به اندازه اش قدرتمند ترین گوشی چهار اینچی محسوب می شود.